# Anderson (ur. kwiecień 1980)
Anderson Cléber Beraldo (ur. 27 kwietnia 1980 w São Paulo) – brazylijski piłkarz grający na pozycji środkowego obrońcy oraz trener. 
W reprezentacji Brazylii wystąpił jeden raz, 27 kwietnia 2005 w wygranym 3:0 towarzyskim meczu z Gwatemalą, w którym strzelił gola.

## Statystyki ligowe
| Rozgrywki                     | Poziom | Kraj       | Mecze | Bramki |
| ----------------------------- | ------ | ---------- | ----- | ------ |
| Campeonato Brasileiro Série A | I      | Brazylia   | 146   | 6      |
| Campeonato Brasileiro Série B | II     | Brazylia   | 51    | 3      |
| Primeira Liga                 | I      | Portugalia | 48    | 4      |
| Ligue 1                       | I      | Francja    | 12    | 1      |